# Huang Qi
Huang Qi (7 avril 1963) est le créateur du premier site chinois sur les droits de l'homme.
Le nom de ce site (64tianwang.com) contient le chiffre 64 en référence au 4 juin (1989), date de fin des manifestations de la place Tian'anmen.

## Biographie
De 2000 à 2005, il est emprisonné pour ces activités par le gouvernement chinois, « Les autorités reprochent au webmaster la publication sur son site Internet d’articles sur le massacre de la place Tiananmen en juin 1989, écrits par des dissidents basés à l’étranger. »
En 2004, il reçoit le prix Cyberliberté de RSF.
Après les dégâts massifs du séisme du Sichuan de mai 2008, Huang Qi participe au travail d'assistance et répond aussi à certains parents dans leurs demandes d'assistance concernant leur plaintes après l'effondrement des bâtiments scolaires. Le 10 juin 2008, la police l'arrête à Chengdu et le place en détention pour « suspicion de possession illégale de secrets d'État, » Il n'a pas été vu depuis. L'annonce formelle de son arrestation a été faite le 18 juillet 2008.
Le 23 novembre 2009, un tribunal de Chengdu a condamné Huang Qi à trois ans de prison pour « possession de secrets d'État ». Le tribunal n'a pas donné une preuve permettant de comprendre ce verdict, ni aucun des secrets dont Huang Qi aurait été en possession. 
Sophie Richardson, membre de la division Asie à Human Rights Watch indique :
« La condamnation de Huang Qi montre l'étendue et l'ampleur de l'hostilité du gouvernement chinois envers la liberté d'expression » ;
« La volonté du gouvernement chinois de recourir aux lois ambiguës sur les secrets d'État pour faire taire ceux qui usent de leur droit à parler librement, lequel droit figure dans la Constitution chinoise ainsi que dans la Déclaration universelle des droits de l'homme, met en lumière l'absence dangereuse de conformité à l'état de droit.
Amnesty International a demandé aux autorités chinoises la libération immédiate et sans condition de ce militant des droits humains.
En 2016 il est de nouveau arrêté après avoir reçu le prix Reporters sans frontières - TV5 Monde de la liberté de la presse.
En novembre 2018, selon des associations de défense des droits de l'homme, il serait en danger de mort faute de recevoir un traitement médical adapté. En juillet 2019, il est condamné à 12 ans de prison. En  décembre 2020, l'Union européenne demande à la république populaire de Chine la libération immédiate de Huang Qi .